# Белгија на Европском првенству у атлетици на отвореном 1938.
Белгија  је учествовала на 2. Европском првенству у атлетици на отвореном 1938. одржаном у Паризу од 7. до 9. септембра и на 1. Европском првенству за жене 17. и 18. септембра у Бечу. После ових првенства мушкарци и жене су се такмичили на заједничким првенствима. Репрезентацију Белгије представљало је 12 атлетичара (10 мушкараца и 2 жене) који су се такмичили у 12 дисциплина (9 мушких и 3 женске).
Са једном освојеном сребрном медаљом Белгија је у укупном пласману зауела 11. место.
У табели успешности према броју и пласману учесника у финалним такмичењима (првих 8 такмичара) Белгија је са 2 учесника у финалу и 22 бода 
заузела 13 место од 18 земаља које су имале представнике у финану. На првенству су учествовале 23 земље чланице ЕАА.
| Пл. | Земља   | 1. место | 2. место | 3. место | 4. место | 5. место | 6. место | 7. место | 8. место | Бр. фин. | Бодови |
| --- | ------- | -------- | -------- | -------- | -------- | -------- | -------- | -------- | -------- | -------- | ------ |
| 13. | Белгија | 0 - 0    | 1 - 7    | 0 - 0    | 1 - 5    | 0 - 0    | 0 - 0    | 0 - 0    | 0 - 0    | 2        | 12     |

## Учесници
| Бр. | Дисциплина | Мушкарци                        | Жене                    | Укупно |
| --- | ---------- | ------------------------------- | ----------------------- | ------ |
| 1.  | 100 м      | Жилијен Саланс Дједоне Дарвин   | Ана Ван Росум           | 3      |
| 2.  | 200 м      | Жилијен Саланс* Дједоне Дарвин* | Ана Ван Росум* Жан Пусе | 1 (4)  |
| 3.  | 400 м      | Пјер Смет                       |                         | 1      |
| 4.  | 1.500 м    | Жозеф Мостер                    |                         | 1      |
| 5.  | Маратон    | Фелис Мескан Робер Невен        |                         | 2      |

| Бр. | Дисциплина   | Мушкарци          | Жене                     | Укупно |
| --- | ------------ | ----------------- | ------------------------ | ------ |
| 6.  | 50 км ходање | Тијери Матот      |                          | 1      |
| 7.  | Скок увис    | Wim Spanjerdt     |                          | 1      |
| 8.  | Скок мотком  | Франс ван Петехем |                          | 1      |
| 9.  | Скок удаљ    |                   | Ана Ван Росум* Жан Пусе* | 2      |
| 10. | Десетобој    | Емил Бине         |                          | 1      |
|     | Укупно (10)  | 10 (12)           | 2 (5)                    | 7 (9)  |

- Тачка уз име такмичара означава де је учествовао у више дисциплина.

## Освајачи медаља
- Сребро

1. Жозеф Мостер — 1.500 м

## Резултати

### Мушкарци
| Атлетичар         | Дисциплина   | Лични рекорд | Квалификације | Квалификације     | Полуфинале           | Полуфинале           | Финале               | Пласман       | Детаљи |
| Атлетичар         | Дисциплина   | Лични рекорд | Резултат      | Место             | Резултат             | Место                | Финале               | Пласман       | Детаљи |
| ----------------- | ------------ | ------------ | ------------- | ----------------- | -------------------- | -------------------- | -------------------- | ------------- | ------ |
| Жилијен Саланс    | 100 м        | 10,7         | 10,6          | 2. у гр. 1 КВ, НР | 10,6                 | 4. у пф 2 НР         | Није се квалификовао | 7. / 20       | [ 2 ]  |
| Дједоне Деврен    | 100 м        |              | 10,7          | 4. у гр. 3        | Није се квалификовао | Није се квалификовао | Није се квалификовао | 14. / 20      | [ 2 ]  |
| Жилијен Саланс    | 200 м        |              | 21,8          | 1. у гр. 3 КВ, НР | 21,7                 | 3. у пф 2 НР         | 21,7 =НР             | 4. / 15 (16)  | [ 2 ]  |
| Дједоне Деврен    | 200 м        |              | 22,5          | 2. у гр. 4 КВ     | 22,7                 | 5. у пф 1.           | Није се квалификовао | 11. / 15 (16) | [ 2 ]  |
| Пјер Смет         | 400 м        |              | 50.4          | 3. у гр, 2        |                      |                      | Није се квалификовао | 12. / 16 (17) | [ 2 ]  |
| Жозеф Мостер      | 1.500 м      |              | 3:57.7        | 1. у гр. 1 КВ     | 3:54,5 ЛР            |                      | [ 2 ]                |               |        |
| Феликс Мескенс    | маратон      |              |               |                   |                      |                      | 2.51:15              | 10. / 14 (16) | [ 2 ]  |
| Робер Невен       | маратон      |              | НЗ            | БП                | [ 2 ]                |                      |                      |               |        |
| Тијери Матот      | 50 км ходање |              | НЗ            | БП                | [ 2 ]                |                      |                      |               |        |
| Wim Spanjerdt     | скок увис    |              | 1,80          | 13. / 14          | [ 2 ]                |                      |                      |               |        |
| Франс ван Петехем | скок мотком  |              | НВ            | НВ                | [ 2 ]                |                      |                      |               |        |

десетобој
| Атлетичар | Дисциплина | 100 м | СД   | КУ   | СВ   | 400 м | 110 пр | ДИ | СМ | КО | 1.500 м | Финале | Пласман |
| --------- | ---------- | ----- | ---- | ---- | ---- | ----- | ------ | -- | -- | -- | ------- | ------ | ------- |
| Емил Бине | Резултати  | 11,5  | 6,50 | 8,63 | 1,60 |       |        |    |    |    |         | НЗ     | БП      |

### Жене
| Атлетичарка   | Дисциплина | Лични рекорд | Квалификације | Квалификације | Полуфинале            | Полуфинале            | Финале                | Пласман       | Детаљи |
| Атлетичарка   | Дисциплина | Лични рекорд | Резултат      | Место         | Резултат              | Место                 | Финале                | Пласман       | Детаљи |
| ------------- | ---------- | ------------ | ------------- | ------------- | --------------------- | --------------------- | --------------------- | ------------- | ------ |
| Ана Ван Росум | 100 м      |              | 13,4          | 3. у гр. 1    | Није се квалификовала | Није се квалификовала | Није се квалификовала | 16. / 20 (21) | [ 2 ]  |
| Ана Ван Росум | 200 м      |              | 28,1          | 5. у гр. 2    | Није се квалификовала | Није се квалификовала | Није се квалификовала | 15. /16       | [ 2 ]  |
| Жан Лусе      | 200 м      |              |               | 5. u r 3      | Није се квалификовала | Није се квалификовала | Није се квалификовала | 14. / 16      | [ 2 ]  |
| Жан Лусе      | скок удаљ  |              |               |               |                       |                       | 4.51                  | 14. / 15      | [ 2 ]  |
| Ана Ван Росум | скок удаљ  |              | 4,75          | 13. / 15      |                       |                       |                       |               | [ 2 ]  |

## Биланс медаља Белгије после 2. Европског првенства на отвореном 1934—1938.
|     | ЕП     |   |   |   |   | УП  |
| 1.  | 1934.  | 0 | 0 | 0 | 0 | 0   |
| 2.  | 1938.  | 0 | 1 | 0 | 1 | 11. |
| 1-2 | Укупно | 0 | 1 | 0 | 1 | 14. |

|                                        | Атлетичар,ка]]                         |                                        |                                        |                                        |                                        |                                        |
| Није било вишеструких освајача медаља. | Није било вишеструких освајача медаља. | Није било вишеструких освајача медаља. | Није било вишеструких освајача медаља. | Није било вишеструких освајача медаља. | Није било вишеструких освајача медаља. | Није било вишеструких освајача медаља. |
| -------------------------------------- | -------------------------------------- | -------------------------------------- | -------------------------------------- | -------------------------------------- | -------------------------------------- | -------------------------------------- |

## Белгијски освајачи медаља после 2. Европског првенства 1934—1938.
|    | Атлетичар/ка | м | ж | ЕП       | Дисциплина |   |   |   |   |  |
| -- | ------------ | - | - | -------- | ---------- | - | - | - | - |  |
| 1. | Жозеф Мостер | м |   | 1938.    | 1.500 м    |   |   |   | 1 |  |
|    | Укупно       | 1 | 0 | 1934—38. |            | 0 | 1 | 0 | 1 |  |